# Anne-Marie Chouillet
Anne-Marie Chouillet, née Anne-Marie Roche le 30 juillet 1921 à Paris 20e et morte le 14 mai 2016 à Paris 16e, est un professeur certifiée de mathématiques, devenue spécialiste et éditrice de Diderot, D'Alembert et Condorcet, de l'Encyclopédie et de la presse du XVIIIe siècle.
En 1984, Anne-Marie Chouillet et son époux Jacques Chouillet furent les principaux organisateurs de rencontres scientifiques et savantes dans le cadre du bicentenaire du décès de Denis Diderot. Dans la foulée, ils avaient fondé la Société Diderot, et la revue Recherches sur Diderot et sur l'Encyclopédie.

## Travaux

### Éditions des œuvres de Diderot
Anne-Marie Chouillet et son époux ont collaboré à l'édition scientifique de textes de Denis Diderot, en particulier pour les Œuvres complètes de Diderot publiées chez Hermann à Paris (coll. dite DPV).
- Diderot, Œuvres complètes, X. Fiction, II. Le drame bourgeois, Paris, Hermann, 1982.
- Le Neveu de Rameau, Satire seconde, Paris 1982.
- La religieuse, Paris 1983.
- Jacques le fataliste, Paris 1983.
- Le Rêve de d'Alembert et autres écrits philosophiques, Paris, 1984.
- Le neveu de Rameau, satires, contes et entretiens, Paris, 1984.
- Le neveu de Rameau, introduction par Jacques Chouillet et les ill. de Michel Otthoffer, Paris, Imprimerie nationale, 1982.
- Voyage à Bourbonne, à Langres et autres récits, Paris, Aux amateurs de livres, 1989. Rééd. Langres, Dominque Guéniot, 2013 (2e éd. revue et augmentée).
- Une lettre inédite de Diderot, Recherches sur Diderot et sur l'Encyclopédie, 1994, no 16, p. 9-12.

### Actes de colloques
- Denis Diderot : actes du colloque international, Paris, Sèvres, Reims, Langres, 04-11/07/1984, Paris, Aux amateurs de livres, 1985.
- Sylviane Albertan-Coppola, Anne-Marie Chouillet (dir.), La matière et l'homme dans l'Encyclopédie : [colloque, Joinville, 10-12/07/1995], Klincksieck, 1998.
- Les ennemis de Diderot : [colloque, Société Diderot, 25-26/10/1991], Klincksieck, 1993.

### Éditions des œuvres de Condorcet
- Condorcet, Almanach anti-superstitieux

### Autres publications
- Un peu d'histoire, Recherches sur Diderot et sur l'Encyclopédie, 2015, no 50, p. 3-5.
- avec J.-N. Rieucau, Une « Note » inédite de Condorcet sur Diderot, Recherches sur Diderot et sur l'Encyclopédie, 2010, no 43, p. 91-104.
- Diderot (1713-1784), notice dans le Dictionnaire des journalistes, [Dictionnaire des journalistes, http://dictionnaire-journalistes.gazettes18e.fr/journaliste/240-denis-diderot en ligne].
- Louis de Jaucourt (1704-1780, notice dans le Dictionnaire des journalistes : 1600-1789, en ligne.
- Le concept de beauté dans les écrits théoriques de Rameau, in Rameau en Auvergne, Recueil d'études établi et présenté par Jean-Louis Jam, Clermont-Ferrand, 1986, p. 101–103.
- L'anecdote Diderot-Euler ou Dieu prouvé par A+B, Dix-huitième siècle, 1979, no 10, p. 319-328.
- Diderot et les despotes, Mots, 1983, no 1, p. 31-49.
- Vocabulaire politique de Diderot : méthodes de classement et principes d'interprétation, Studies on Voltaire and the eighteenth century, 1980, no 190, p. 290-292.
- avec Jacques Chouillet, Vocabulaire politique de Diderot et de quelques encyclopédistes, Mots, 1980, no 1, p. 33-58.
- Dossier du Fils naturel et du Père de famille, Studies on Voltaire and the eighteenth century, 1982, no 208, p. 73-166.
- Chronologie des écrits dramatiques de Diderot, In : Diderot [et le théâtre], Comédie française, 1984, p. 295-297.
- Peuple versus populace : analyse de quelques occurrences dans l’œuvre de Diderot et dans celle de Condorcet, Revue française d'histoire du livre, 1990, p. 117-136.